# Josep Sampol Vidal
Josep Sampol Vidal. (Palma,1876-1961). Metge, polític i escriptor. Va ser director de l'Hospital Provincial de Palma.
Es llicencià en medicina a la Universitat de Barcelona. Va ingressar a la Reial Acadèmia de Medicina i Cirurgia de les Illes Balears el 1908 i la va presidir entre 1921 i 1922 i entre 1945-1956. S'especialitzà en toco-ginecologia a la Universitat de Berlín. El 1918 s'incorporà a l'Hospital Provincial de Balears, del qual en fou director (1920-1946). El 1905 i el 1909 va ser elegit regidor de l'Ajuntament de Palma pel Partit Liberal. Col·laborà a La Nostra Terra. El juny de 1936 va signar la Resposta als Catalans. L'Ajuntament de Palma li dedicà un carrer al barri de la Bonanova.

## Obres
- Algunas consideraciones sobre cirugía cerebral (1900). Palma. RBCM. T. XVI, pàg. 337-344.
- Lugar que corresponde á la sangría en la terapéutica moderna (1902). Palma. RBCM. T. XVIII, pàg. 395-406.
- Los sanatorios de altura en el tratamiento de tuberculosis(1902). Palma. RBCM. T. XVIII, pàg. 241, pàg. 265.
- Reseña de los trabajos realizados por el Colegio médicofarmacéutico de Palma durante el año 1902 (1903). Palma. RBCM. T. XIX, pàg. 76-84.
- Algunas consideraciones sobre varios casos de histeroneurastenia (1905).
- Los puntos dolorosos renales (1908). Madrid. Revista Española de Dermatología y Sifilografia 17. T. XX, pàg. 400-406.
- Limites que separan las intervenciones médicas y quirúrgicas en las principales enfermedades de las vias digestivas (1909). Palma. RBCM. T. XXV, pàg. 130-, pàg. 153.
- Recuerdos de juventud de un médico viejo (1956).

## Obra poètica
- Esplais. Poemes al cel (1947)
- El Far. Poema (1949)
- Pollença. Aplec de poesies (1953)
- Idees i rimes. Poesies (1960)